# Eremitenpresse
Die Eremitenpresse (später auch Eremiten-Presse) war ein von Victor Otto Stomps 1949 in Frankfurt am Main gegründeter bibliophil orientierter Buchverlag.

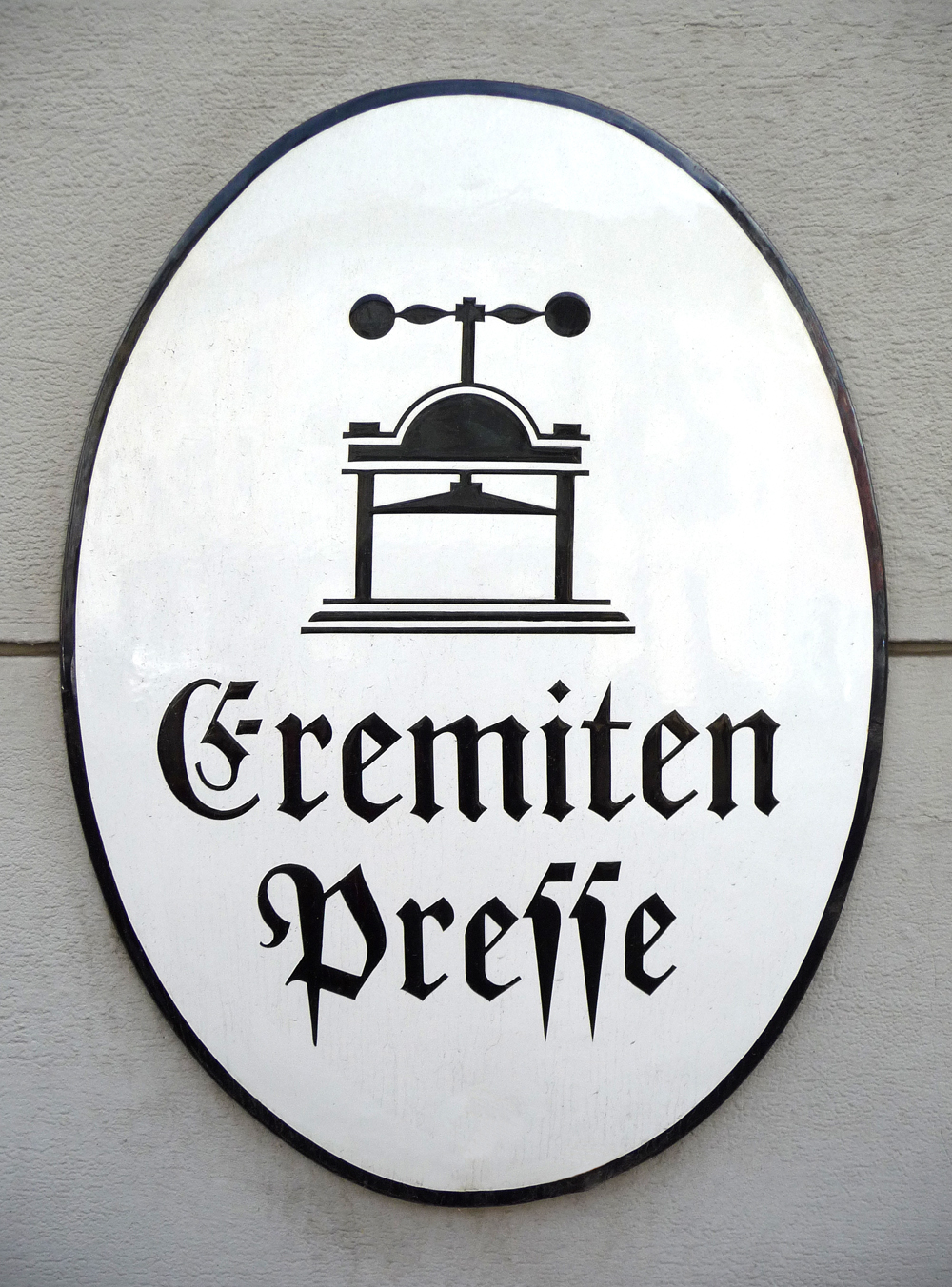
Signet

## Geschichte und Programm
Victor Otto Stomps (1897–1970) begann in der Nachkriegszeit im Jahr 1949, ohne finanzielle Absicherung in Frankfurt am Main Bücher von weitgehend unbekannten Autoren zu drucken. 1954 zog er mit dem Kleinverlag nach Stierstadt im Taunus. Ab 1966 wurden Dieter Hülsmanns und Friedolin Reske (* 1936) gleichberechtigte Teilhaber. Im Jahr darauf verließ Stomps den Verlag und ging nach Berlin, wo er bereits von 1926 bis 1937 einen Kleinverlag, die Rabenpresse, geführt hatte. Hier gründete er die Neue Rabenpresse, in der neben Büchern von Fred Viebahn, Johannes Schenk und Christoph Meckel die Anthologie als Alibi mit Texten aller in den drei Verlagen verlegten Schriftsteller sowie Holzschnitten von Günter Bruno Fuchs, Johannes Vennekamp, Arno Waldschmidt, Albert Schindehütte und Uwe Bremer erschienen.
1972 zog die Eremiten-Presse von Stierstadt nach Düsseldorf um. Im Mai 1981 starb Dieter Hülsmanns. Anfang 1983 wurde der Hamburger Artdirector Jens Olsson (1944–2023) Mitinhaber. Eines der ersten von Reske und Olsson gemeinsam verlegten Bücher war Alpha Beet, eine verlegerische Bilanz mit Beiträgen von u. a. Jens Rehn, Max von der Grün, Martin Walser, Friederike Mayröcker, Ben Witter und Ilse Aichinger. Die Autoren Thomas Kling und Detlev Meyer hatten in der Eremiten-Presse ihre ersten Veröffentlichungen. Zunehmend wurden die Bücher mit Grafiken von bildenden Künstlern wie Ulrich Erben, Günther Uecker, Otmar Alt, HAP Grieshaber, Sascha Juritz, Jörg Remé, Walter Zimbrich  oder Jan Schüler gestaltet. Weitere Künstler wie Bele Bachem, Bernard Schultze oder Fritz Schwegler veröffentlichten ihre eigenen Texte. 1984 verlegten Friedolin Reske und Jens Olsson Christa Reinigs Sämtliche Gedichte, die den üblichen Umfang von Eremiten-Büchern weit überschritten, deren Auflagen meist unter eintausend Exemplaren lagen.
2010 stellte die Eremiten-Presse ihre Publikationstätigkeit ein. Christoph Klimkes Gedichtband Bernsteinherz ist der 602. und letzte Titel im Programm der vielfarbigen, buchkünstlerisch besonders wertvollen Bücher der Eremiten-Presse.
Im Zuge der Abwicklung  hat das Düsseldorfer Heinrich-Heine-Institut Manuskripte und Korrespondenzen vom Verlag erworben.

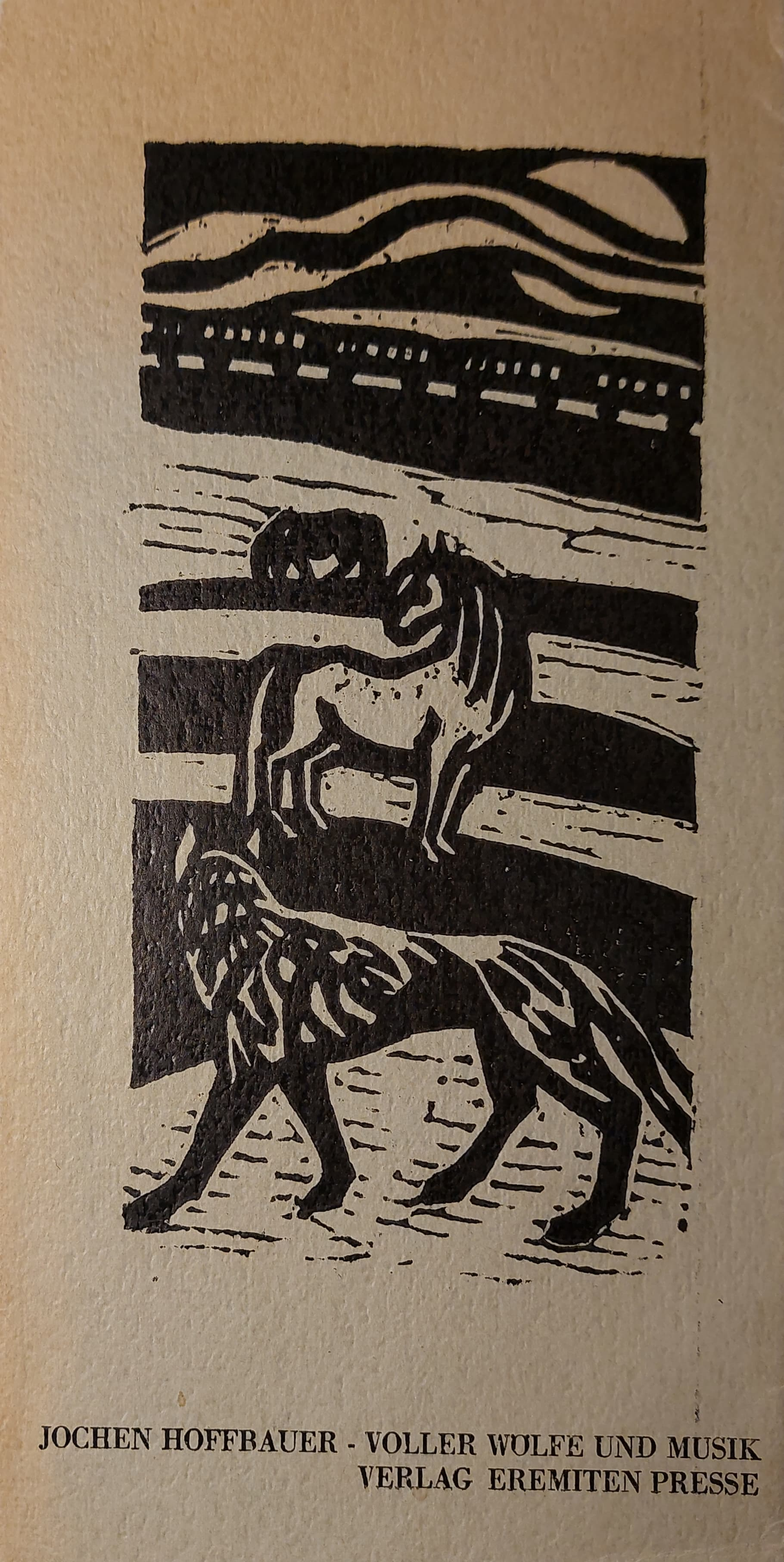
Gedichtband von Jochen Hoffbauer mit Umschlagbild von Inge Becker-Schrader, 1960

### Foto-Dokumentation

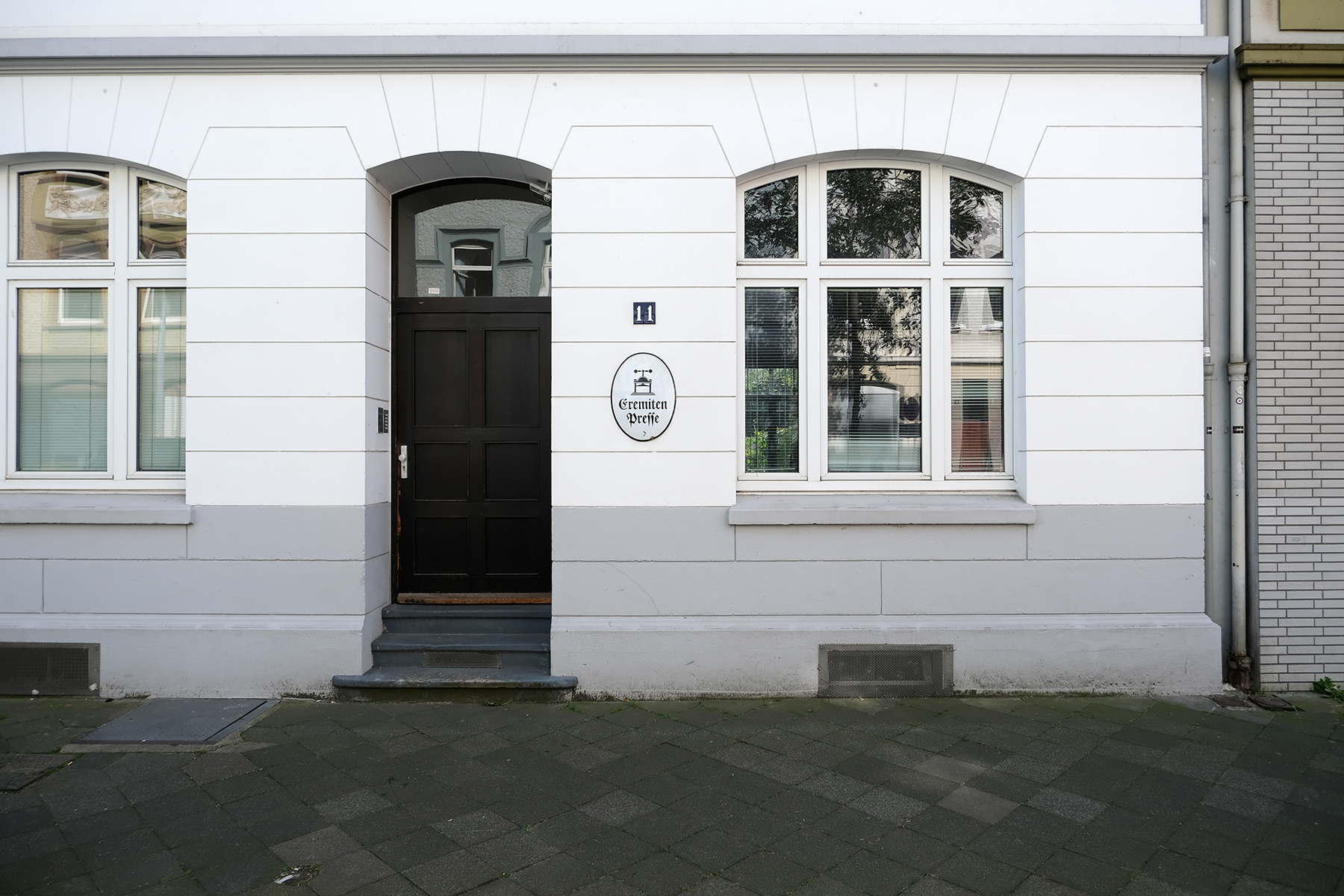
Verlagsgebäude und Wohnsitz in der Fortunastraße Düsseldorf ab 1972
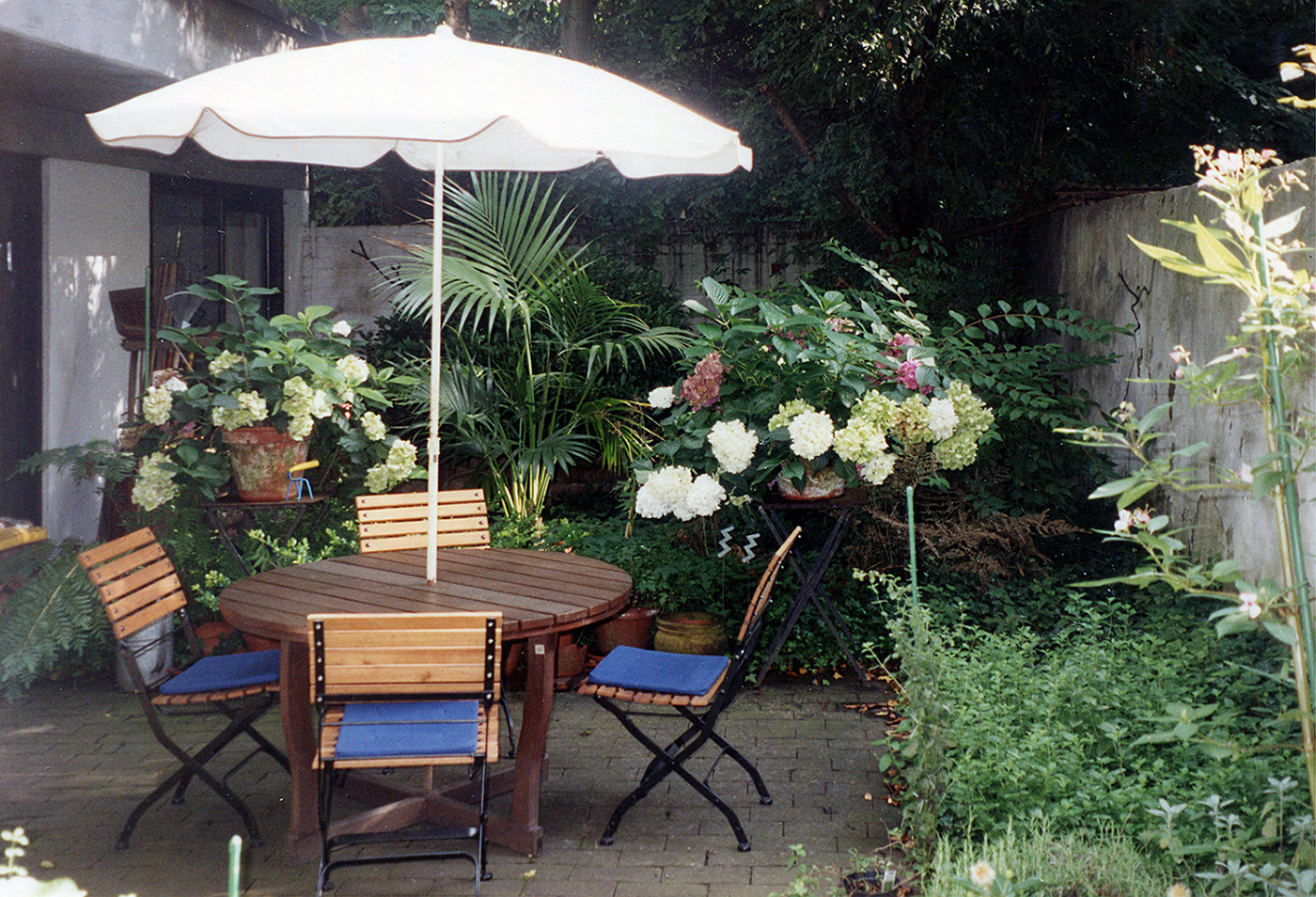
Verlag Hinterhof, 2005
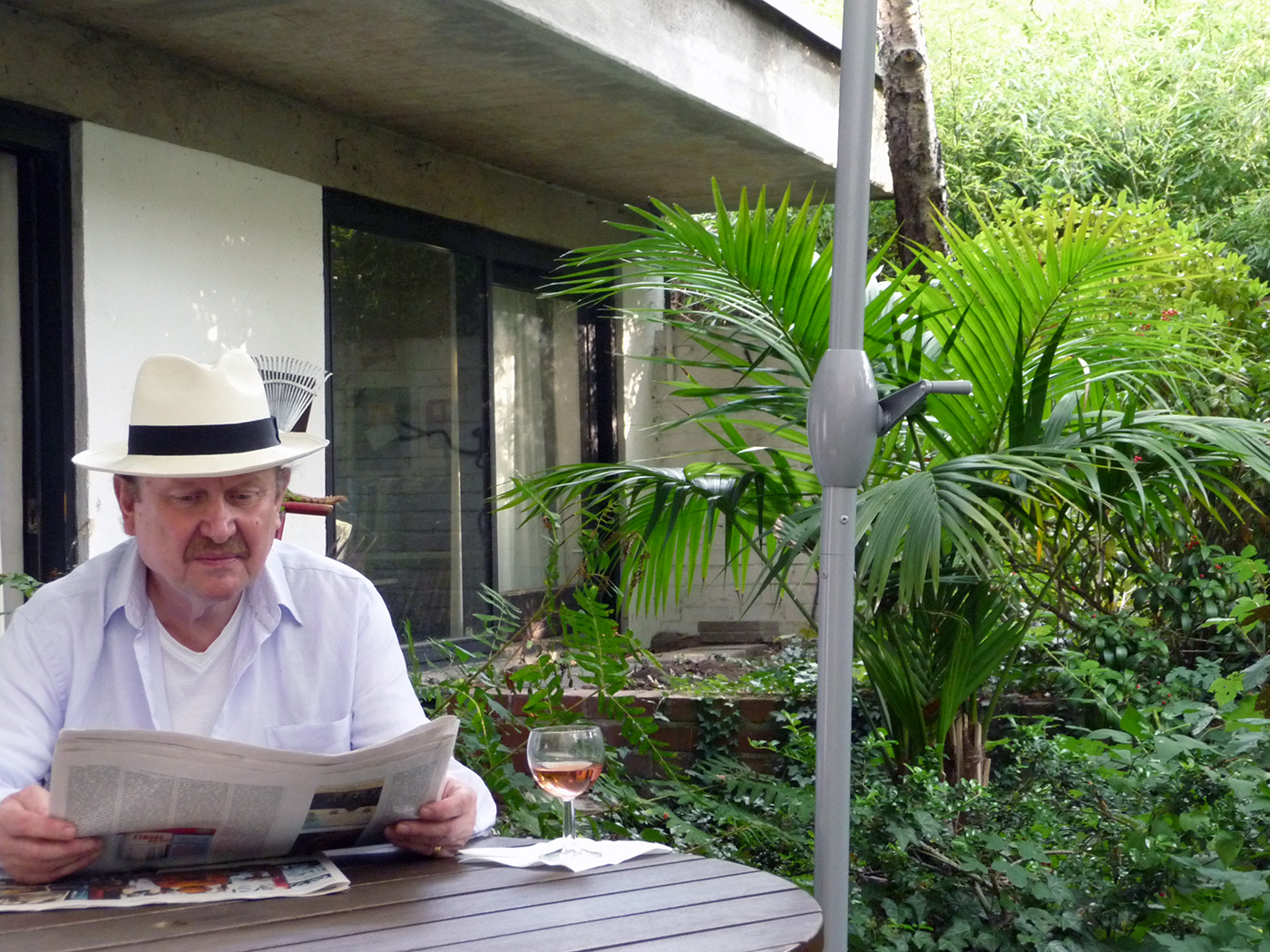
Jens Olsson im Garten der Eremiten-Presse, 2012
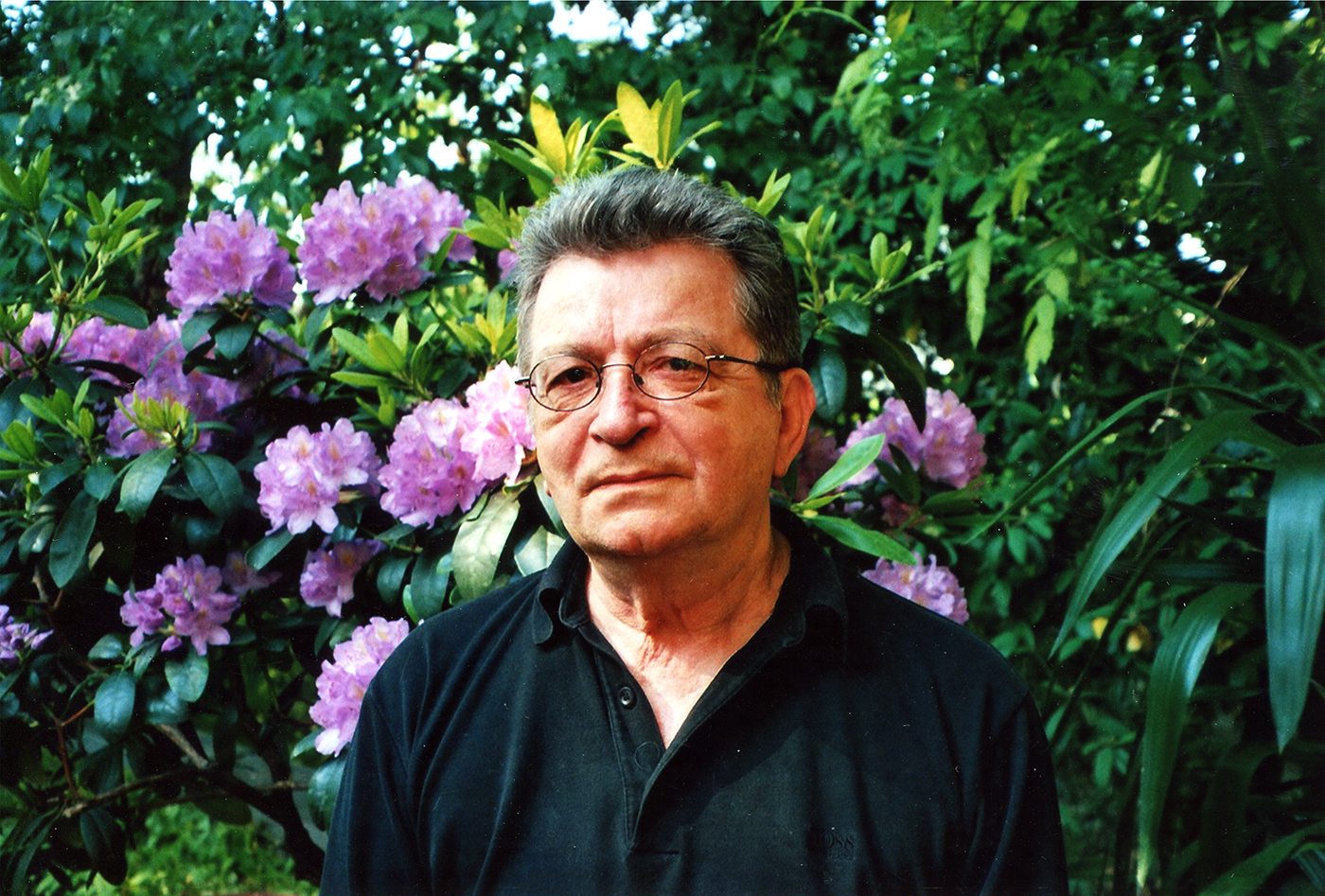
Friedolin Reske im Garten der Eremiten-Presse, 2008
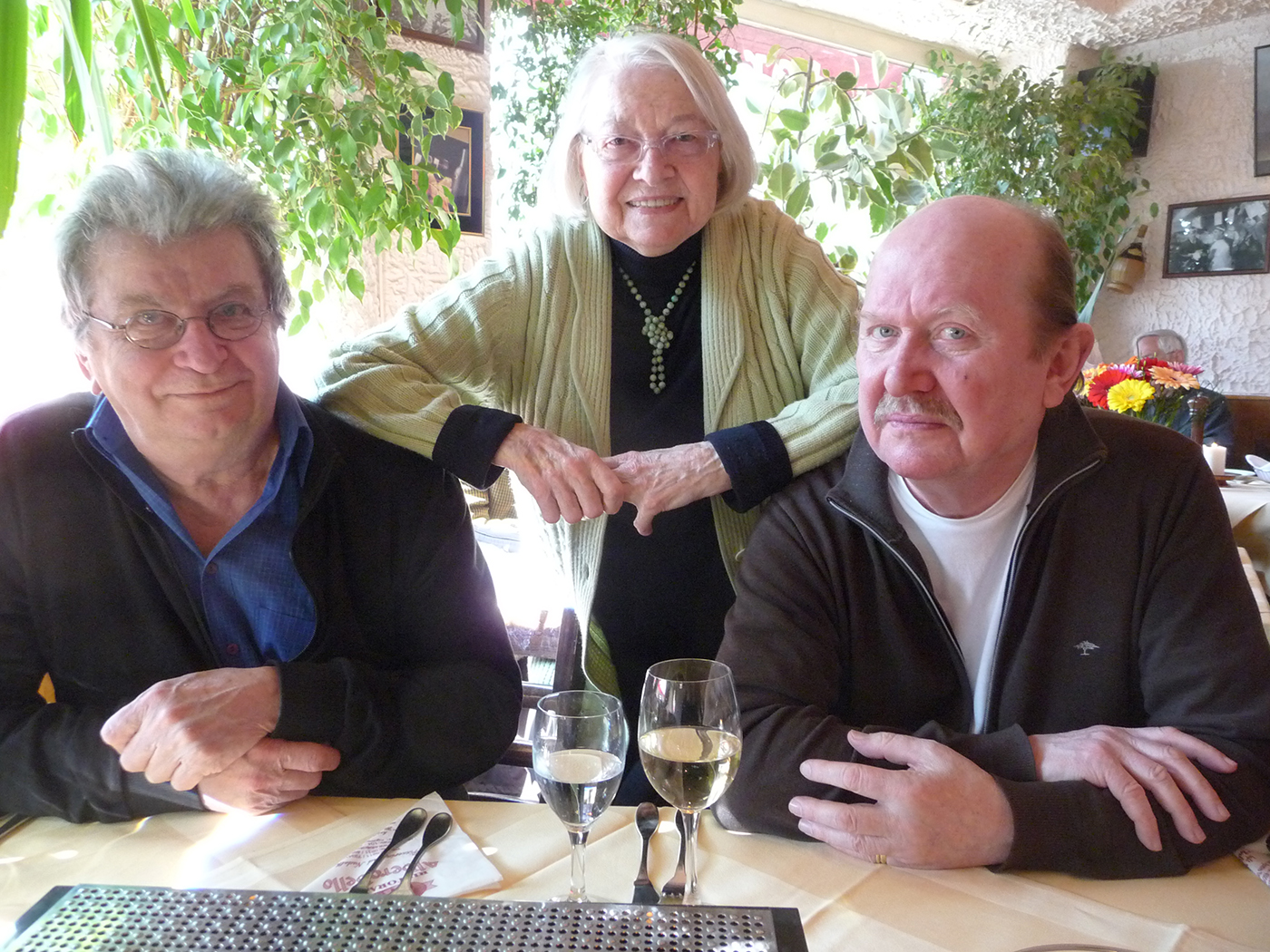
Die Verleger Friedolin Reske und Jens Olsson mit einer Freundin, 2013

## Autoren und Editionen
Von den Autoren und Künstlern, die von Victor Otto Stomps bzw. der Eremiten-Presse entdeckt und verlegt wurden, erlangten mehrere große literarische Bedeutung, darunter Christa Reinig, Ernst Meister, Detlev Meyer, Wolfgang Bächler, Gabriele Wohmann, Hans Neuenfels, Thomas Kling, Cyrus Atabay, Ingrid Bachér oder Ernst Jandl. Beachtung fanden ebenfalls die von Hans Bender herausgegebene Literaturzeitschrift Konturen, ein Vorläufer der Akzente, sowie die auf Kontroversen angelegte Streit-Zeit-Schrift.

## Victor Otto Stomps-Preis
Der von der Landeshauptstadt Mainz verliehene Victor Otto Stomps-Preis für herausragende Leistungen kleinverlegerischer Tätigkeit erinnert an die Bedeutung des Lebenswerks von V. O. Stomps für die Welt der kleinen Verlage im deutschen Sprachraum.